# Kostel Panny Marie Pomocné (Železná Ruda)
Kostel Panny Marie Pomocné z Hvězdy je barokní římskokatolický chrám nacházející se na Klostermannově náměstí v Železné Rudě. Jde o farní kostel římskokatolické farnosti Železná Ruda.

## Historie
Kostel byl vybudován na přání Wolfa Jindřicha Nothafa hraběte z Wernbergu na místě původní kaple, a to v letech 1729–1732. Menší věžička s vchodem byla přistavěna až v sedmdesátých letech 18. století.

## Popis
Kostel je v barokním stylu. Má půdorys šesticípé hvězdy a výraznou kupoli, jejíž obtížný krov zhotovil tesař Matyáš Lehner. Celá střecha je pokryta šindelem. Vnitřní vybavení pořídil Johan Georg Hafenbrädl a k vidění je mariánský oltářní obraz, jenž je jednou ze dvou kopií obrazu Madona s dítětem od malíře Lucase Cranacha. V kostele se nachází ještě pět postranních oltářů, křtitelnice ze šumavské žuly, lustr ze šumavského skla či náhrobní epitafní desky z kehlheimského mramoru s erby členů rodu Hafenbrädlů.

## Galerie

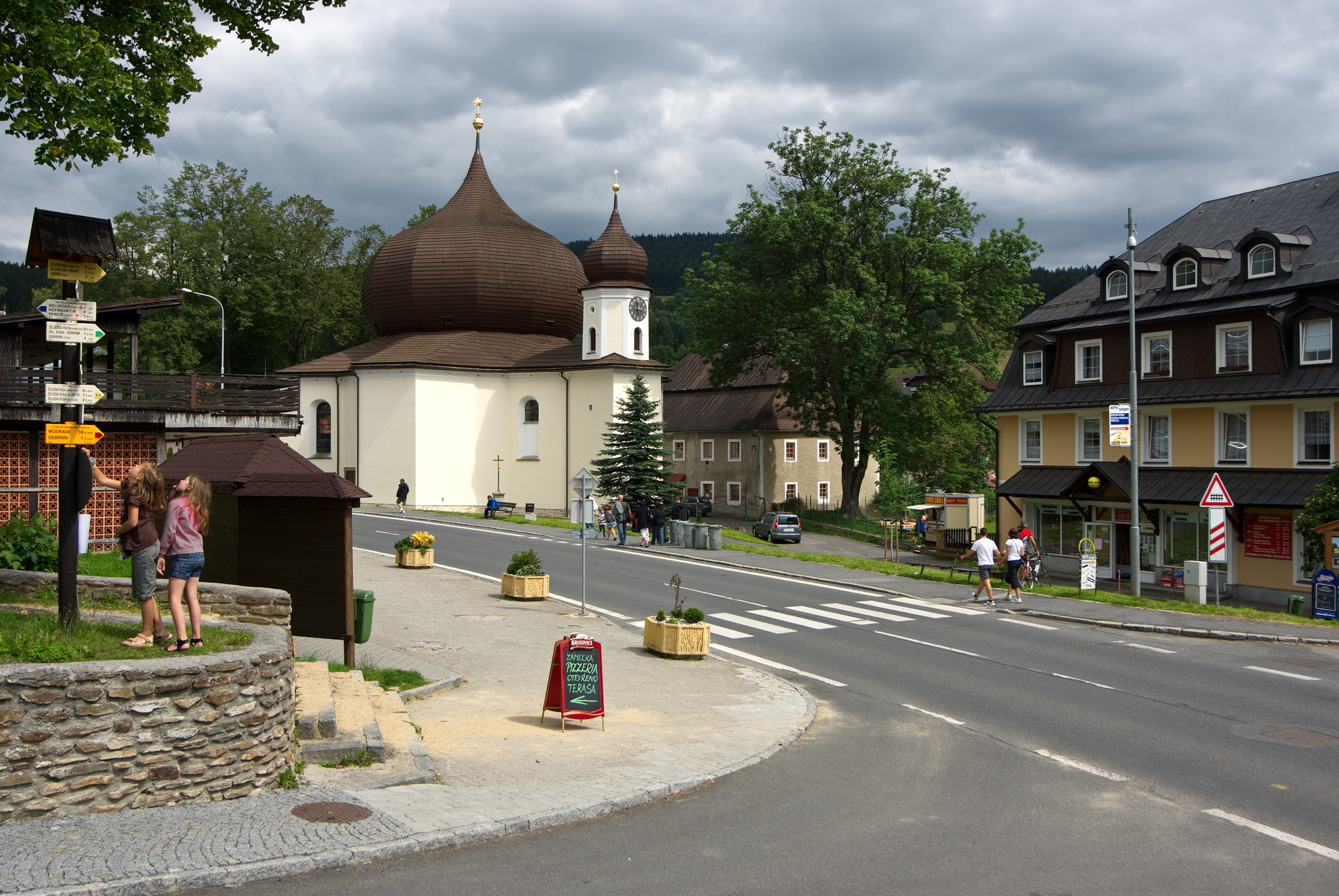
Pohled na kostel
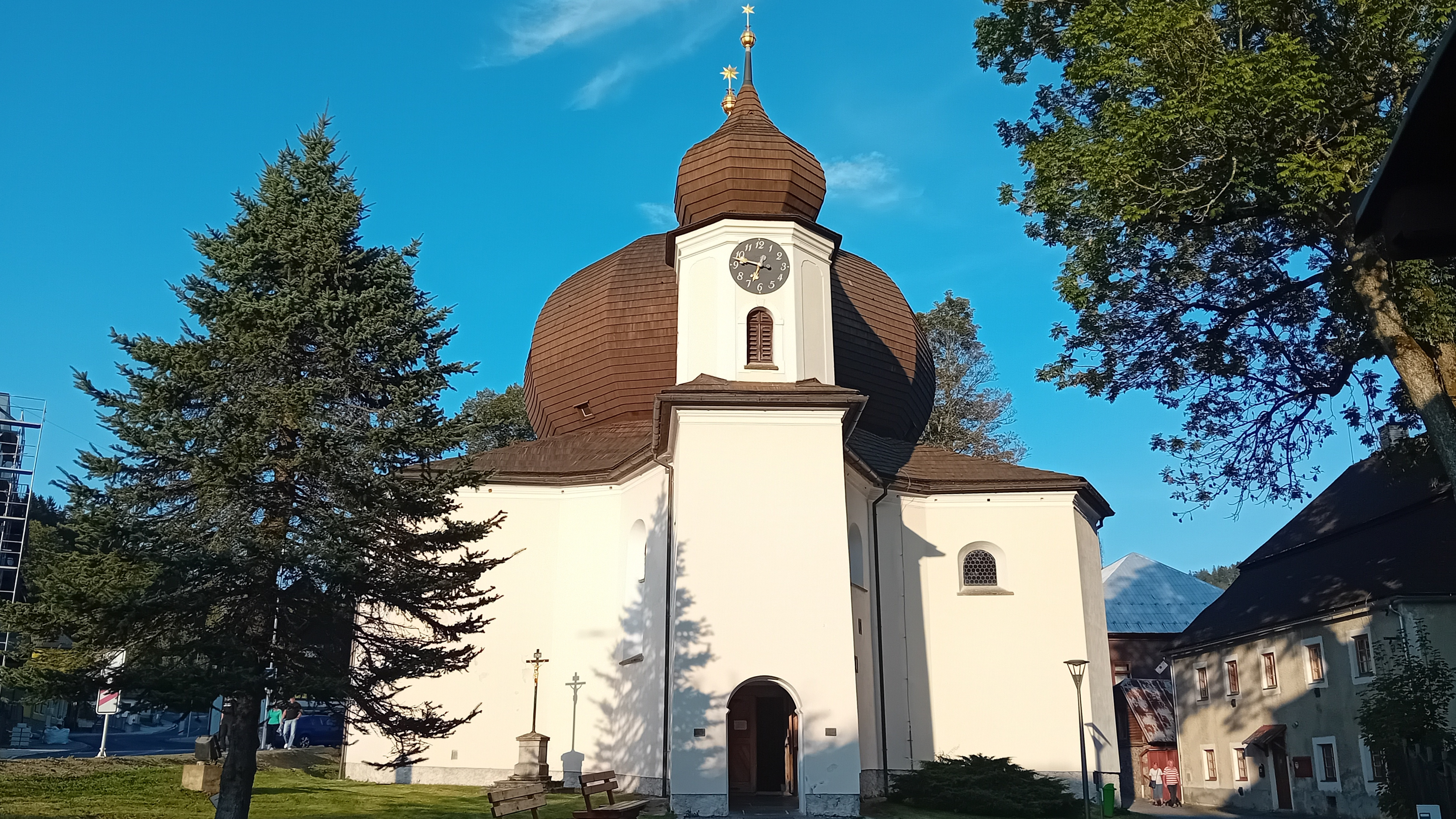
Pohled na kostel zepředu
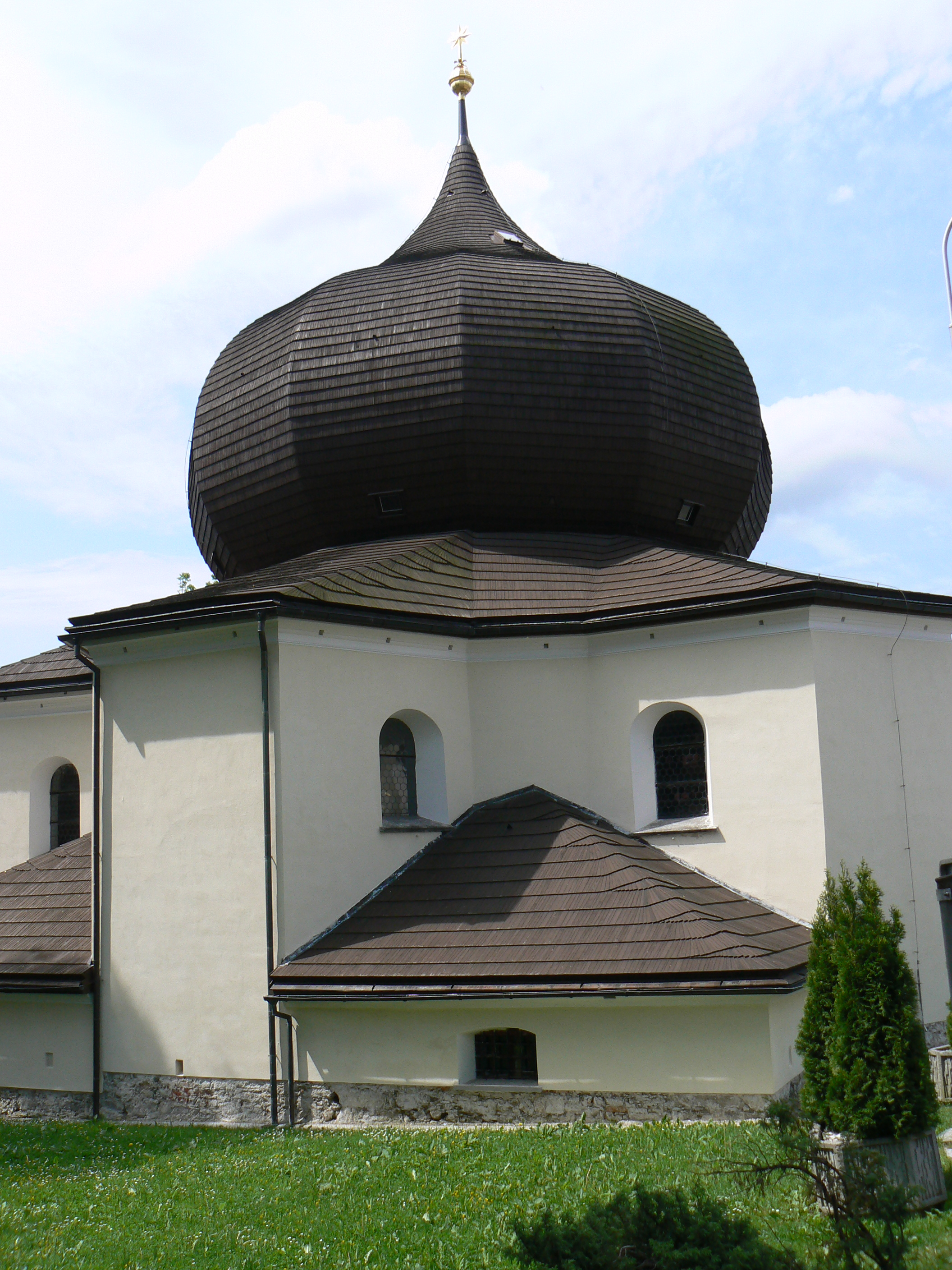
pohled na kostel zezadu
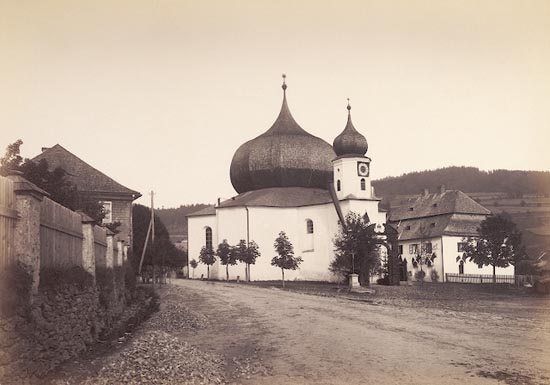
Historická fotografie kostela
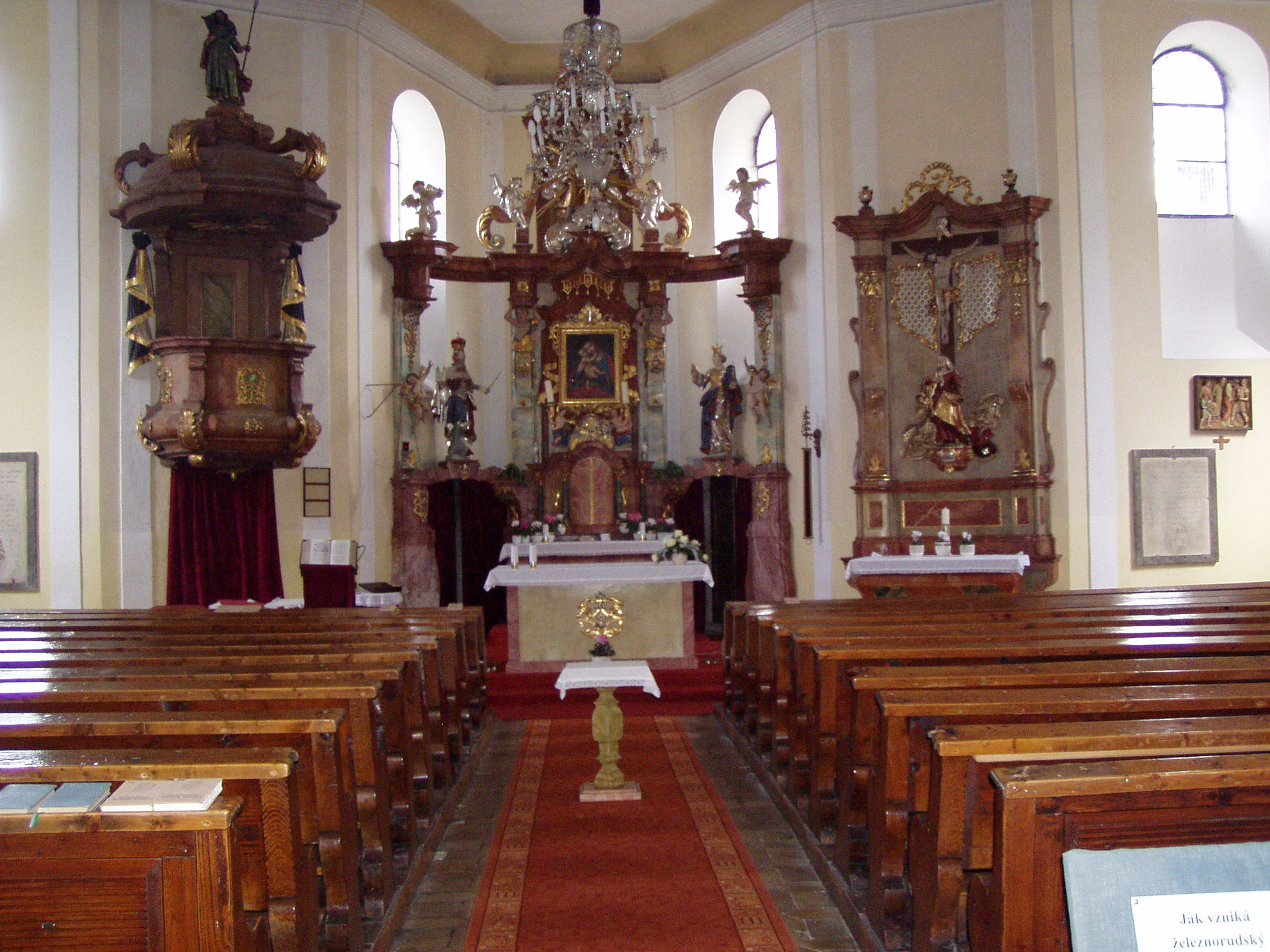
Interiér kostela
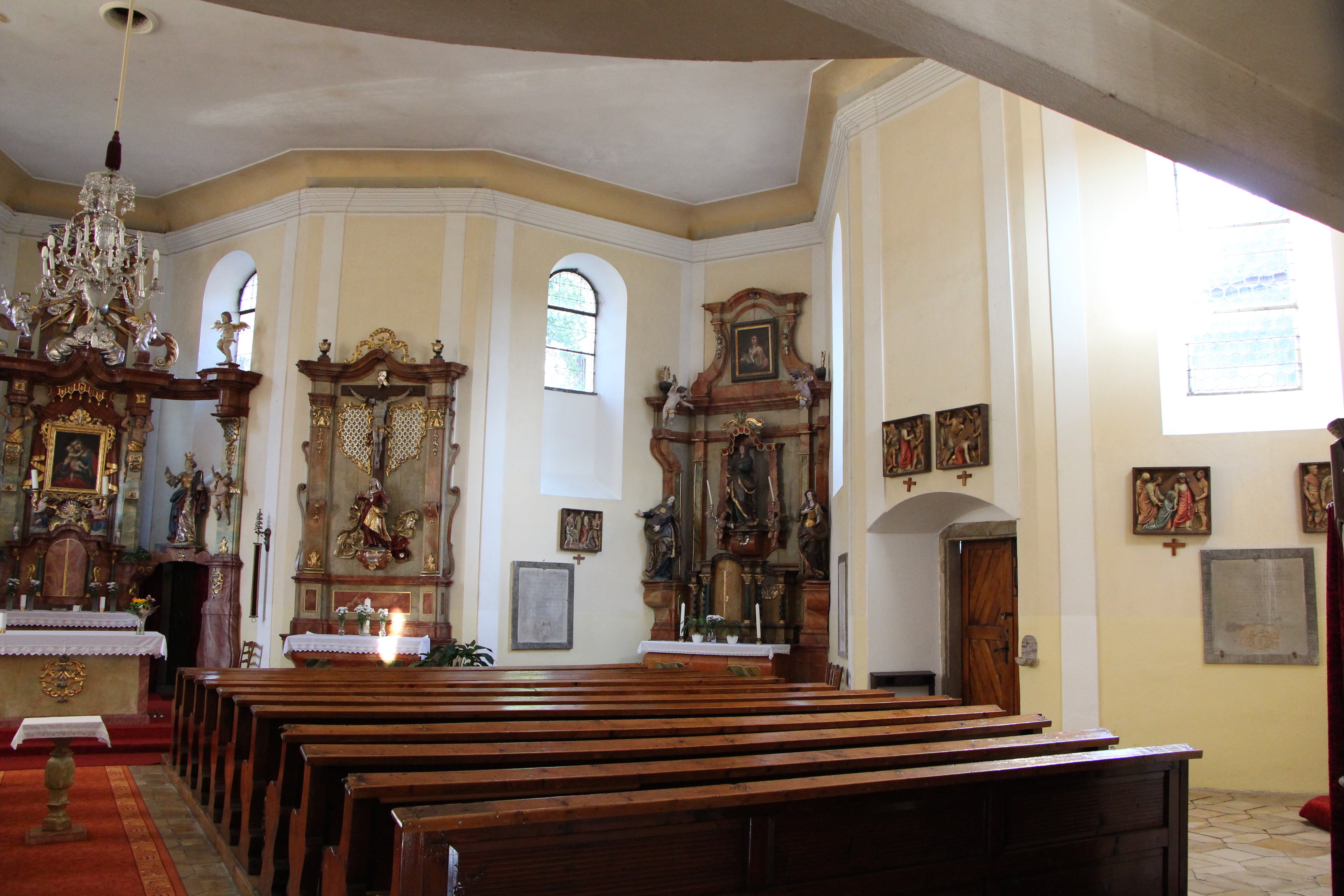
Interiér kostela
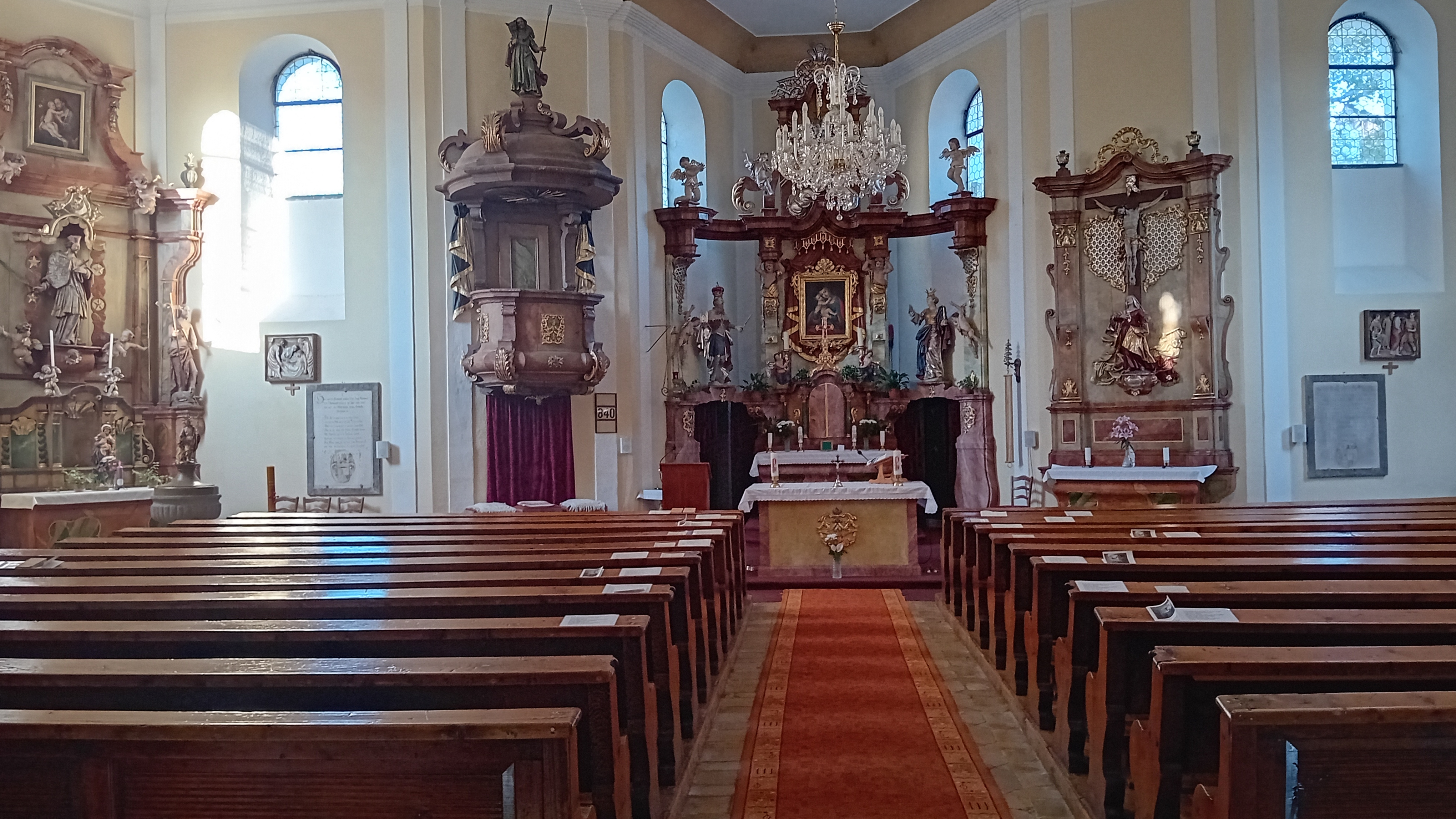
Interiér kostela
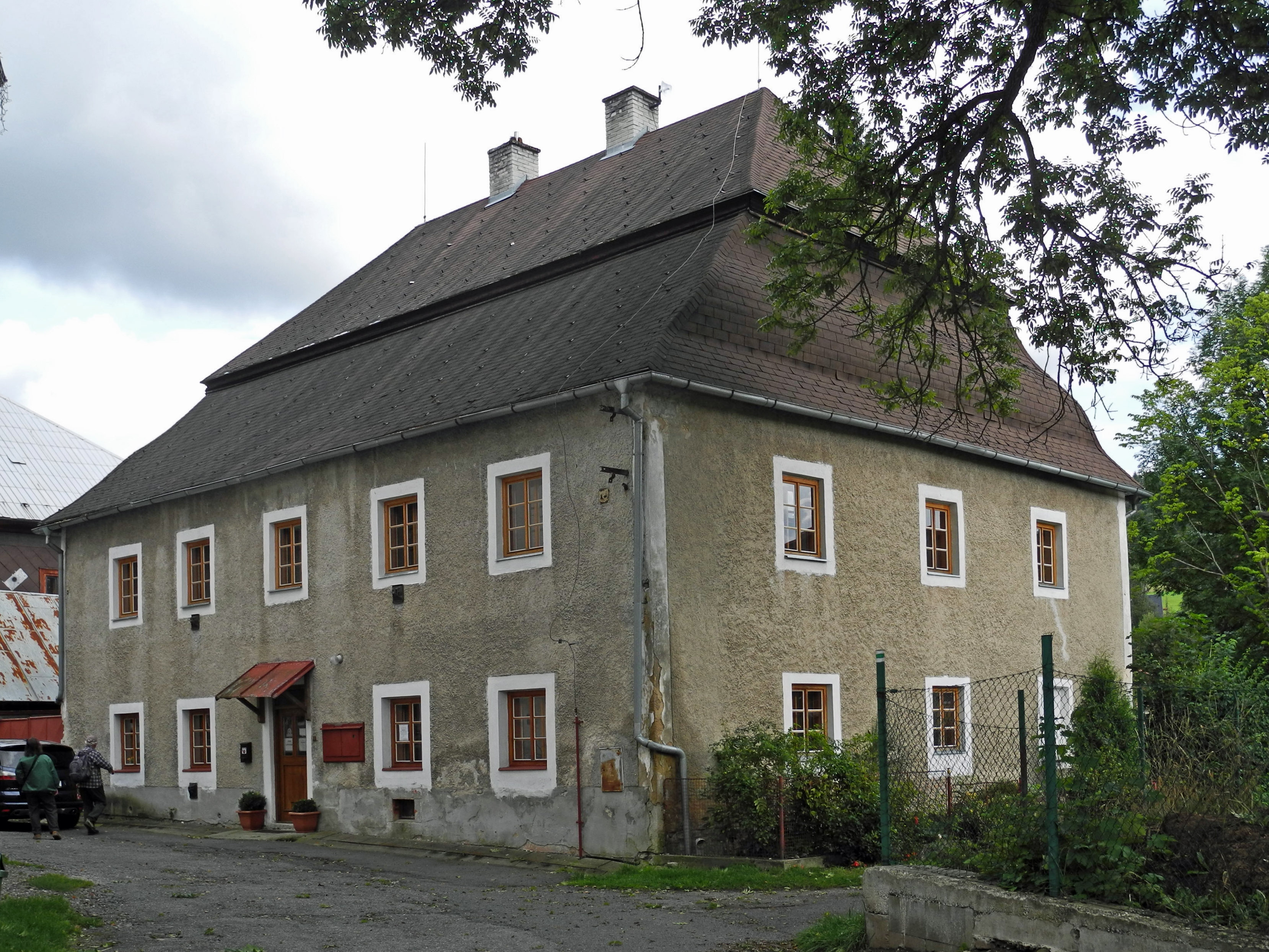
Fara při kostele